# Позиція ложки

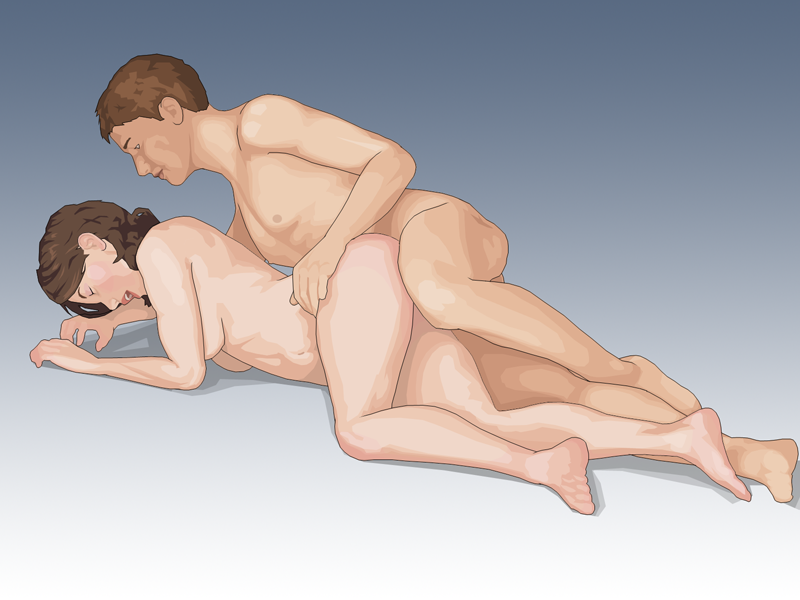
Позиція ложки

Пози́ція ло́жки (ложко́ва позиція) — сексуальна позиція й техніка обіймів: партнери розташовані як дві ложки, покладені одна в одну. У цій позиції партнери лежать на одному й тому ж боці із зігнутими колінами. Верхні частини тіла обох партнерів можуть бути притиснуті одне до одного або торкатися тільки тазом, ноги також можуть не притискатись. Приймаючому партнеру, можливо, доведеться підіймати його/її коліно, щоб полегшити проникнення. Ця позиція була названа однією з «основних чотирьох» позицій сексу.
Партнер ззаду може пестити живіт, груди, задню частину шиї та вуха, стимулювати голівку клітора. Жінка може стимулювати свій клітор або мошонку партнера. Крім того, в цій позиції пеніс стимулює внутрішні структури клітора через передню частину вагіни (G-точку). Разом з позицією на колінах, це, ймовірно, найкращі положення, щоб досягти точки G. Обидва партнери контролюють кут і глибину проникнення, і з низькою інтенсивністю секс може тривати довго, тому що зазвичай займає більше часу, щоб досягти оргазму. Анальний секс можливий у цій позиції і з використанням вібратора. Проте існує мало візуального контакту. Пеніс може легко вислизнути з вагіни. Варіації цієї позиції включають варіант, коли партнери лежать на боці лицем до лиця або в позиції «ножиці».
Позиція ложки може бути найкращою для пар, які щойно прокинулися або втомлені. Вона може бути використана в гетеросексуальних відносинах, якщо жінка вагітна, навіть під час останнього триместру, оскільки не створює будь-якого тиску на живіт. Вона також добра при відновленні після хвороби або операції, людей літнього віку, оскільки створює менше навантаження на м'язи.
Більшість римського еротичного мистецтва зображує пари в положенні ложки.